# Prytanes fuscicornis
Prytanes fuscicornis är en insektsart som först beskrevs av Carl Stål 1874.  Prytanes fuscicornis ingår i släktet Prytanes och familjen Rhyparochromidae. Inga underarter finns listade i Catalogue of Life.